# Anni Steuer
Anna Steuer, coniugata Ludewig, detta Anni (Metz, 12 febbraio 1913 – 1995), è stata un'ostacolista tedesca.
Prese parte ai Giochi olimpici di Berlino 1936 conquistando la medaglia d'argento negli 80 metri ostacoli con il tempo di 11"7, andando ad eguagliare il record olimpico, battuto dall'atleta che arrivò davanti a lei: l'italiana Ondina Valla.

## Palmarès
| Anno | Manifestazione  | Sede    | Evento            | Risultato | Prestazione | Note |
| ---- | --------------- | ------- | ----------------- | --------- | ----------- | ---- |
| 1936 | Giochi olimpici | Berlino | 80 metri ostacoli | Argento   | 11"7        | =    |